# George Connor (pilota automobilistico)
Charles George Connor (Rialto, 16 agosto 1908 – Hesperia, 29 marzo 2001) è stato un pilota automobilistico statunitense.
Prese parte alla 500 Miglia di Indianapolis dal 1935 al 1952, ottenendo come miglior risultato il terzo posto nell'edizione 1949.
Tra il 1950 e il 1960 la 500 Miglia di Indianapolis faceva parte del Campionato mondiale di Formula 1, per questo motivo Connor ha all'attivo anche 3 Gran Premi in F1.
Connor è stato sepolto presso il cimitero Floral Park ad Indianapolis, Indiana.

## Risultati in Formula 1
| 1950 | Scuderia         | Vettura  |  |  |   |  |  |  |  |  |  | Punti | Pos. |
| ---- | ---------------- | -------- |  |  | - |  |  |  |  |  |  | ----- | ---- |
| 1950 | Blue Crown Spark | Lesovsky |  |  | 8 |  |  |  |  |  |  | 0     |      |

| 1951 | Scuderia         | Vettura  |  |     |  |  |  |  |  |  |  | Punti | Pos. |
| ---- | ---------------- | -------- |  | --- |  |  |  |  |  |  |  | ----- | ---- |
| 1951 | Blue Crown Spark | Lesovsky |  | Rit |  |  |  |  |  |  |  | 0     |      |

| 1952 | Scuderia            | Vettura      |  |   |  |  |  |  |  |  |  | Punti | Pos. |
| ---- | ------------------- | ------------ |  | - |  |  |  |  |  |  |  | ----- | ---- |
| 1952 | Federal Engineering | Kurtis Kraft |  | 8 |  |  |  |  |  |  |  | 0     |      |

| 1953 | Scuderia           | Vettura      |  |    |  |  |  |  |  |  |  | Punti | Pos. |
| ---- | ------------------ | ------------ |  | -- |  |  |  |  |  |  |  | ----- | ---- |
| 1953 | Chrysler / Wolcott | Kurtis Kraft |  | NQ |  |  |  |  |  |  |  | 0     |      |

| Legenda | 1º posto     | 2º posto | 3º posto    | A punti         | Senza punti/Non class.  | Grassetto – Pole position Corsivo – Giro più veloce |
| Legenda | Squalificato | Ritirato | Non partito | Non qualificato | Solo prove/Terzo pilota | Grassetto – Pole position Corsivo – Giro più veloce |